# 27445 Lynnlane
27445 Lynnlane è un asteroide della fascia principale. Scoperto nel 2000, presenta un'orbita caratterizzata da un semiasse maggiore pari a 2,5486875 UA e da un'eccentricità di 0,1015739, inclinata di 5,77318° rispetto all'eclittica.